# Polvo en el viento
Polvo en el viento. Vaticano: Esplendor y miserias de un narcotraficante es un libro de investigación del escritor y periodista peruano Hugo Coya con temática histórica publicado por el sello español Aguilar en el año 2011. En 2012 se anunció que sería llevado al cine en una película producida por estudios como Warner Bros y Universal. En febrero de 2019, Coya presentó la nueva edición corregida y aumentada de "Polvo en el Viento" a cargo de la Editorial Planeta mediante su colección "Memoria Perú".

## Reseña
En el libro se narra la historia del confeso narcotraficante peruano, Demetrio Chávez Peñaherrera, más conocido como 'Vaticano', quien a fines de la década de 1980 y principios de 1990, fue considerado el mayor narcotraficante peruano y era buscado, al mismo tiempo, por la policía y las fuerzas armadas de Perú y Colombia así como la DEA y la CIA de Estados Unidos.

## Contenido
En uno de los capítulos, ´Vaticano´ cuenta que fue amigo del líder del Cartel de Medellín, el colombiano Pablo Escobar, convirtiéndose en su principal abastecedor de pasta básica de cocaína que eran trasladadas en vuelos clandestinos en avionetas entre el Perú y Colombia.
Chávez Peñaherrera forma una estrecha alianza con los hermanos Gilberto y Miguel Rodríguez Orejuela, líderes del Cartel de Cali. Según su testimonio, esta alianza le permitió trasladar millones de dólares en pasta básica de cocaína hasta Colombia, donde era transformada en una droga de alta pureza para ser exportada a Estados Unidos y Europa.
Se asegura que ´Vaticano´ contó con el apoyo de Vladimiro Montesinos, del régimen de Alberto Fujimori para convertirse en el más importante capo del narcotráfico en Perú.
En otra parte del libro se narra cómo 'Vaticano' estuvo a punto de formar el primer cártel peruano de la droga en la remota localidad selvática de Campanilla. También contó, según su testimonio, con el apoyo de las máximas autoridades del régimen fujimorista.

## Origen del libro
El libro se originó cuando Coya fue contactado por los abogados de Chávez Peñaherrera, quienes le aseguraron que este quería contarle su historia.

Me dijo: señor, quiero contarlo todo, absolutamente todo, cómo yo trabajaba, todas las actividades, cómo se hace el narcotráfico en Perú.
Hugo Coya (2011)

El narcotraficante confesó los detalles de sus operaciones: desde sus orígenes, su sociedad con los capos colombianos Pablo Escobar y los hermanos Rodríguez Orejuela, hasta sus vínculos con Montesinos y su posterior captura.

## Importancia
En sus confesiones, 'Vaticano' aseguró que operó en un "narcoestado" que le permitía cumplir sus labores ilícitas con la complicidad de las más altas autoridades del gobierno peruano durante el régimen de Alberto Fujimori.
El libro también cita una serie de documentos en los que el Gobierno norteamericano amenaza con cortar su ayuda a Perú si no se terminaba con las actividades de Chávez Peñaherrera.
En el relato se cuenta que, 'Vaticano' comenzó a operar a fines del primer gobierno de Alan García (1985-1990), tuvo su apogeo en la primera mitad del gobierno de Fujimori y cayó en desgracia cuando se negó a cumplir con el pedido de Montesinos de duplicar la cifra que le pagaba mensualmente.

Él revela que no solo le pagaba al asesor presidencial, sino también a los jefes militares locales, porque el aeródromo principal que tenía estaba al lado de una base militar y, según informes de inteligencia, llegó a tener el segundo mayor movimiento aéreo después del aeropuerto de Lima.
Hugo Coya (2011)

El libro ha concitado expectativa por sus revelaciones sobre vínculos de ´Vaticano´con conocidos artistas, exreinas de belleza y miembros de la alta sociedad peruana así como por las negociaciones para producir una teleserie y un documental.
Fue el segundo libro más vendido de la segunda feria del libro más importante de Perú, la Feria Ricardo Palma.